# National Estuary Program

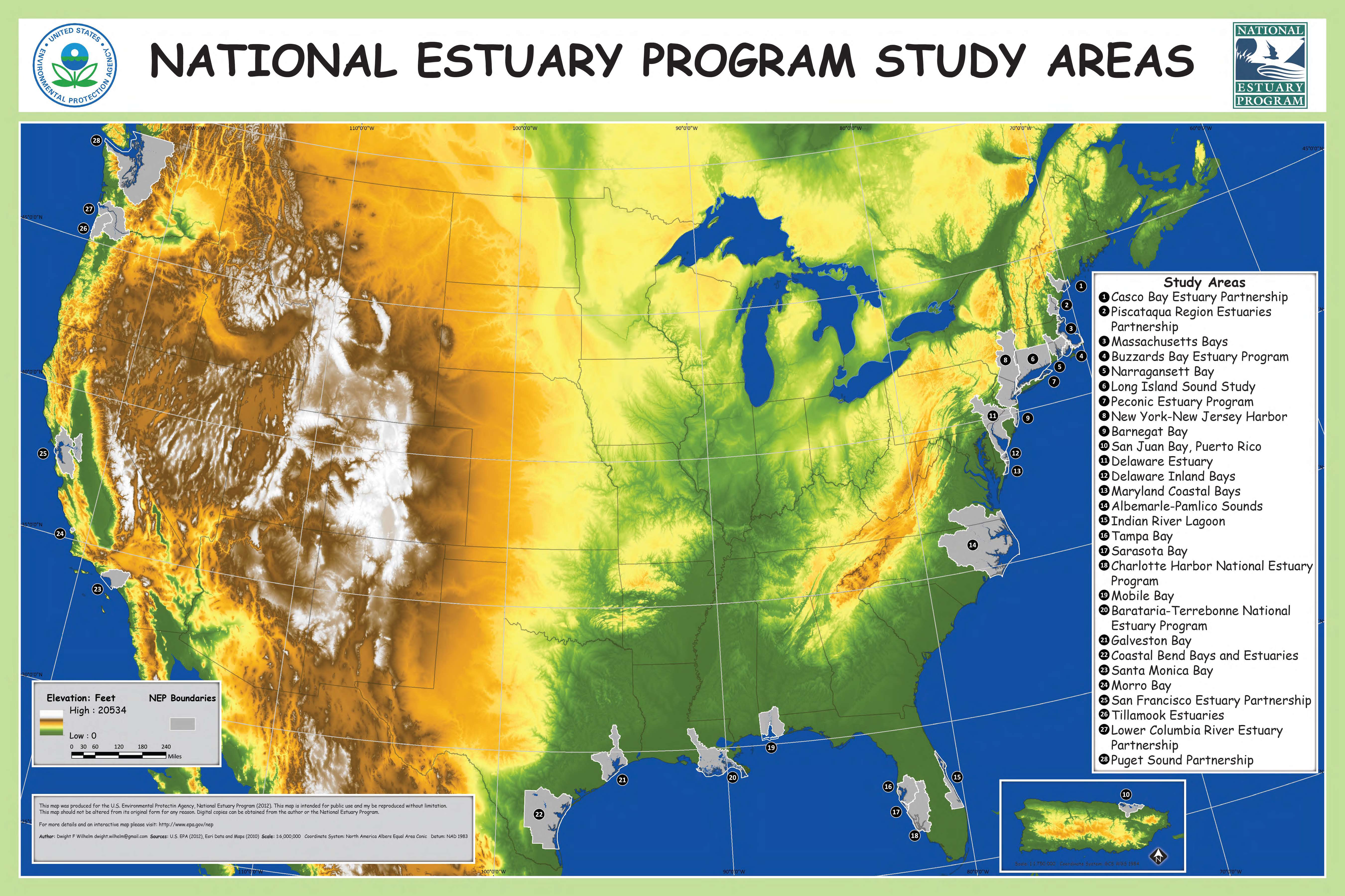
Alle Gebiete, die unterstützt werden

In den USA vergibt das National Estuary Program (NEP) Zuschüsse an Bundesstaaten, deren Gouverneure Ästuare, die durch Verschmutzung, Landbebauung oder Übernutzung bedroht sind, erkannt haben und mit Hilfsprogrammen diesen entgegenwirken.
Die Gouverneure haben insgesamt 28 Ästuare identifiziert.

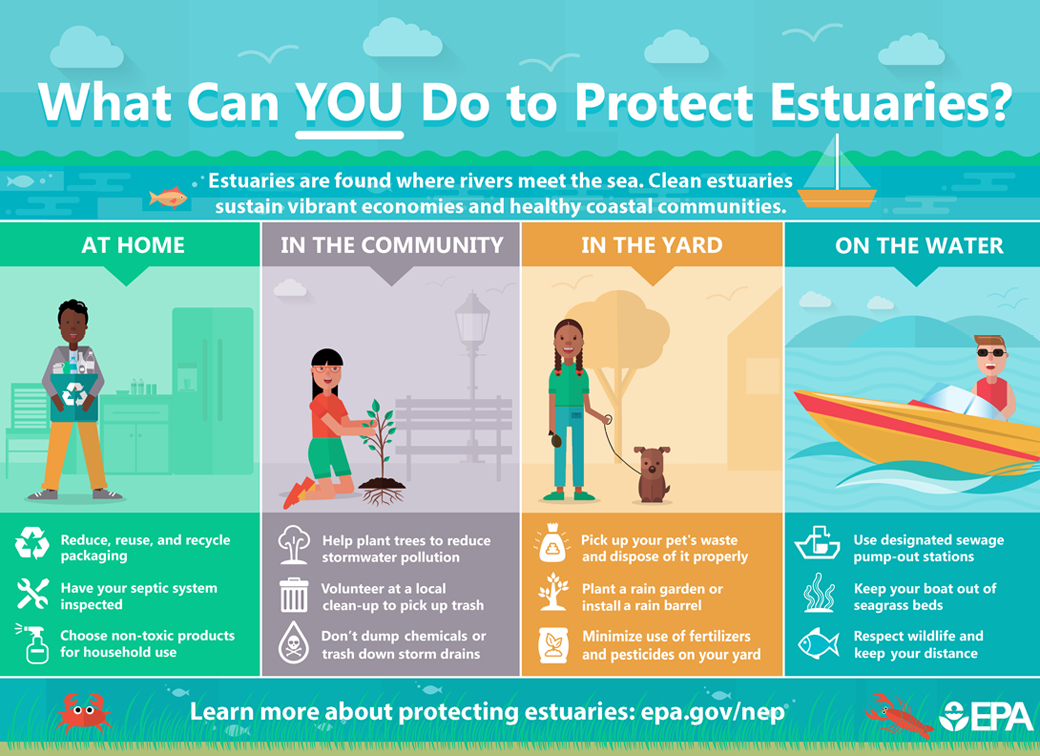
Infografik über das Programm

Die Environmental Protection Agency (EPA) vergibt Zuschüsse an Bundesstaaten, um umfassende Pläne zur Wiederherstellung und zum Schutz der Ästuare zu entwickeln. Der Kongress schuf das NEP 1987 mit den Änderungen des Clean Water Act.

## Lokale Programme
Es gibt Hilfen für insgesamt 28 Ästuare.

### Liste aller Programme
- Albemarle - Pamlico National Estuary Program, Virginia/North Carolina
- Barataria-Terrebonne National Estuary Program, Louisiana
- Barnegat Bay Partnership, New Jersey
- Buzzards Bay National Estuary Program, Massachusetts
- Casco Bay Estuary Partnership, Maine
- Charlotte Harbor National Estuary Program, Florida
- Coastal Bend Bays and Estuaries Program, Texas
- Delaware Center for the Inland Bays, Delaware
- Galveston Bay Estuary Program, Texas
- Indian River Lagoon National Estuary Program, Florida
- Long Island Sound Study, New York
- Lower Columbia Estuary Partnership, Oregon/Washington
- Maryland Coastal Bays Program, Maryland
- Massachusetts Bays National Estuary Program, Massachusetts
- Mobile Bay National Estuary Program, Alabama
- Morro Bay National Estuary Program, California
- Narragansett Bay Estuary Program, Rhode Island
- New York-New Jersey Harbor Estuary Program, New York
- Partnership for the Delaware Estuary, Delaware
- Peconic Estuary Program, New York
- Piscataqua Region Estuaries Partnership, Maine/New Hampshire
- Puget Sound Partnership, Washington
- San Francisco Estuary Partnership, California
- San Juan Bay Estuary Partnership, Puerto Rico
- Santa Monica Bay Restoration Foundation (now Bay Foundation), California
- Sarasota Bay Estuary Program, Florida
- Tampa Bay Estuary Program, Florida
- Tillamook Estuaries Partnership, Oregon[2]